# Амалия Гогенцоллерн-Зигмаринген
Амалия Антуанетта Каролина Адрианна Гогенцоллерн-Зигмаринген (нем. Amalie Antoinette Karoline Adrienne von Hohenzollern-Sigmaringen; 30 апреля 1815, Зигмаринген — 14 января 1841, там же) — супруга Эдуарда Саксен-Альтенбургского.
Вторая дочь и третий ребёнок Карла Гогенцоллерн-Зигмарингена и его первой супруги Марии Антуанетты Мюрат.

## Биография
25 июля 1835 года в Зигмарингене Амалия вышла замуж за Эдуарда Саксен-Альтенбургского, сына Фридриха Саксен-Гильдбурггаузенского и Шарлотты Мекленбург-Стрелицкой. У них было четверо детей:
- Тереза Амалия Каролина Жозефина Антуанетта (21 декабря 1836 — 9 ноября 1914), с 16 апреля 1864 года супруга Августа Шведского
- Антуанетта Шарлотта Мария Жозефина Каролина Фрида (17 апреля 1838 — 13 октября 1908), с 22 апреля 1854 года супруга Фридриха Ангальтского
- Людвиг Йозеф Карл Георг Фридрих (24 сентября 1839 — 13 февраля 1844)
- Иоганн Фридрих Йозеф Карл (8 января 1841 — 25 февраля 1844)

14 января 1841 года Амалия умерла спустя всего шесть дней после рождения своего второго сына. Через год Эдуард женился повторно на Луизе Каролине Рейсс-Грейцской, с которой у него было двое детей.

## Титулы
- 30 апреля 1815 – 25 июля 1835: Её Высочество Принцесса Амалия Гогенцоллерн-Зигмарингенская
- 25 июля 1835 – 14 января 1841: Её Высочество Принцесса Саксен-Альтенбургская